# Grums socken
Grums socken i Värmland ingick i Grums härad, ombildades 1948 till Grums köping och området ingår sedan 1971 i Grums kommun och motsvarar från 2016 Grums distrikt.
Socknens areal var 174,05 kvadratkilometer varav 156,20 land. År 2000 fanns här 6 430 invånare. Tätorten Grums samt sockenkyrkan Grums kyrka ligger i socknen.   

## Administrativ historik
Socknen har medeltida ursprung. 11 januari 1716 utbröts Borgviks socken.
Vid kommunreformen 1862 övergick socknens ansvar för de kyrkliga frågorna till Grums församling och för de borgerliga frågorna bildades Grums landskommun. Landskommunen ombildades 1948 till Grums köping som 1971 ombildades till Grums kommun.
1 januari 2016 inrättades distriktet Grums, med samma omfattning som församlingen hade 1999/2000.
Socknen har tillhört län, fögderier, tingslag och domsagor enligt vad som beskrivs i artikeln Grums härad. De indelta soldaterna tillhörde Värmlands regemente, Grums kompani.

## Geografi
Grums socken ligger väster om Karlstad kring sjön Långsjön med Vänern i öster, Grumsfjorden i söder, Värmeln i nordväst och Lill-Emsen i nordost. Socknen är odlingsbygd vid vattnen och är i övrigt en skogsbygd.

## Fornlämningar
Från bronsåldern finns drygt 100 gravrösen och stensättningar. Från järnåldern finns gravfält.

## Namnet
Namnet skrevs 1331 Gromshäret och är ett bygdenamn med efterleden härad, 'bygd'. Förleden drägg, slam, gyttja syftar på den innersta delen av Grumsfjärden.

## Befolkningsutveckling
| Befolkningsutvecklingen i Grums socken 1780–1990                                                         | Befolkningsutvecklingen i Grums socken 1780–1990 | Befolkningsutvecklingen i Grums socken 1780–1990 | Befolkningsutvecklingen i Grums socken 1780–1990 | Befolkningsutvecklingen i Grums socken 1780–1990 |
| --- | ------------------------------------------------ | ------------------------------------------------ | ------------------------------------------------ | ------------------------------------------------ |
| |                                                  |                                                  |                                                  |                                                  |
| År |                                                  |                                                  | Folkmängd                                        |                                                  |
| 1780 | 1780                                             |                                                  | 1 601                                            |                                                  |
| 1790 | 1790                                             |                                                  | 1 649                                            |                                                  |
| 1800 | 1800                                             |                                                  | 1 813                                            |                                                  |
| 1810 | 1810                                             |                                                  | 2 074                                            |                                                  |
| 1820 | 1820                                             |                                                  | 2 348                                            |                                                  |
| 1830 | 1830                                             |                                                  | 2 435                                            |                                                  |
| 1840 | 1840                                             |                                                  | 2 675                                            |                                                  |
| 1850 | 1850                                             |                                                  | 3 091                                            |                                                  |
| 1860 | 1860                                             |                                                  | 3 213                                            |                                                  |
| 1870 | 1870                                             |                                                  | 3 167                                            |                                                  |
| 1880 | 1880                                             |                                                  | 3 318                                            |                                                  |
| 1890 | 1890                                             |                                                  | 3 169                                            |                                                  |
| 1900 | 1900                                             |                                                  | 3 091                                            |                                                  |
| 1910 | 1910                                             |                                                  | 2 975                                            |                                                  |
| 1920 | 1920                                             |                                                  | 2 758                                            |                                                  |
| 1930 | 1930                                             |                                                  | 3 371                                            |                                                  |
| 1940 | 1940                                             |                                                  | 3 931                                            |                                                  |
| 1950 | 1950                                             |                                                  | 4 708                                            |                                                  |
| 1960 | 1960                                             |                                                  | 6 050                                            |                                                  |
| 1970 | 1970                                             |                                                  | 7 012                                            |                                                  |
| 1980 | 1980                                             |                                                  | 7 246                                            |                                                  |
| 1990 | 1990                                             |                                                  | 6 797                                            |                                                  |
| Anm: Källor: Umeå universitet - Tabellverket 1749-1859, Demografiska databasen, CEDAR, Umeå universitet. |                                                  |                                                  |                                                  |                                                  |